# Токай (регион)
Токай (яп. 東海 Токай) — старая японская географическая область. Является подобластью региона Тюбу в Японии. На исторической территории Косинъэцу сегодня располагаются префектуры Сидзуока, Айти, Гифу и Миэ.

## Компании
- Toyota
- Yamaha
- Kawai Musical Instruments

## Университеты
- Нагойский университет
- Nanzan University
- Nagoya Institute of Technology
- Университет Гифу
- Mie University
- Chukyo University
- Toyohashi University of Technology
- Nihon University College of International Relations
- Shizuoka University

## Аэропорты
- Международный аэропорт Тюбу
- Nagoya Regional Airport

## Спортивные клубы

### Бейсбол
- Chunichi Dragons

### Футбол
- Júbilo Iwata
- Nagoya Grampus
- Shimizu S-Pulse
- F.C. Gifu
- Honda F.C.
- F.C. Kariya

### Баскетбол
- Hamamatsu Higashimikawa Phoenix
- Aisin Seahorses

## Производство электроэнергии
- АЭС Хамаока